# Nickelodeon Kids’ Choice Awards 2002
15. gala Nickelodeon Kids’ Choice Awards odbyła się 20 kwietnia 2002 roku. Prowadzącą galę była Rosie O’Donnell.

## Prowadząca
Rosie O’Donnell

## Nominacje

### Film

#### Najlepsza aktorka
- Jennifer Lopez (Powiedz tak) (Zwycięstwo)[1]
- Raven-Symoné (Doktor Dolittle 2)
- Reese Witherspoon (Legalna blondynka)
- Julie Andrews (Pamiętnik księżniczki)

#### Najlepszy bohater
- Jackie Chan (Godziny szczytu 2) (Zwycięstwo)
- Antonio Banderas (Mali agenci)
- Elijah Wood (Władca Pierścieni: Drużyna Pierścienia)

#### Najlepszy dubbing filmu animowanego
- Eddie Murphy (Osioł, Shrek) (Zwycięstwo)
- Billy Crystal (Mike Wazowski, Potwory i spółka)
- Cameron Diaz (Księżniczka Fiona, Shrek)
- Mike Myers (Shrek, Shrek)

#### Najlepszy film
- Godziny szczytu 2 (Zwycięstwo)
- Doktor Dolittle 2
- Harry Potter i Kamień Filozoficzny
- Shrek

#### Najlepsza bohaterka
- Sarah Michelle Gellar (Buffy: Postrach wampirów) (Zwycięstwo)
- Jessica Alba (Cień anioła)
- Angelina Jolie (Lara Croft: Tomb Raider)
- Zhang Ziyi (Godziny szczytu 2)

#### Najlepszy aktor
- Chris Tucker (Godziny szczytu 2) (Zwycięstwo)
- Eddie Murphy (Doktor Dolittle 2)
- Jackie Chan (Godziny szczytu 2)
- Brendan Fraser (Mumia powraca)

### Telewizja

#### Najlepsza kreskówka
- Simpsonowie (Zwycięstwo)
- Hej Arnold!
- Pełzaki
- Scooby Doo

#### Najlepszy aktor telewizyjny
- Nick Cannon (The Nick Cannon Show) (Zwycięstwo)
- Matt LeBlanc (Przyjaciele)
- Matthew Perry (Przyjaciele)
- Frankie Muniz (Zwariowany świat Malcolma)

#### Najlepsza aktorka telewizyjna
- Amanda Bynes (Szał na Amandę) (Zwycięstwo)
- Jennifer Aniston (Przyjaciele)
- Hilary Duff (Lizzie McGuire)
- Melissa Joan Hart (Sabrina, nastoletnia czarownica jako Sabrina Spellman)

#### Najlepszy serial
- Lizzie McGuire (Zwycięstwo)
- Siódme niebo
- Buffy: Postrach wampirów
- Przyjaciele

### Pozostałe kategorie

#### Najlepsza gra wideo
- Mario Kart: Super Circuit (Zwycięstwo)
- Backyard Baseball
- Crass Bandicoot: The Wrath of Cortex
- Harry Potter i Kamień Filozoficzny